# Sean Morley
Sean Morley, melhor conhecido por Val Venis ou The Big Valbowski (Ontário, 6 de Março de 1971) é um wrestler profissional canadiano que trabalhou para a WWE no programa RAW.
Morley estreou-se na World Wrestling Federation como face em 1998 e teve um sucesso moderado desde então. Ele considera-se um libertarianista, e antigo cunhado do também lutador da WWE Edge. 
Como Venis, foi apresentado sendo uma estrela porno bem-sucedida.